# David Ebershoff

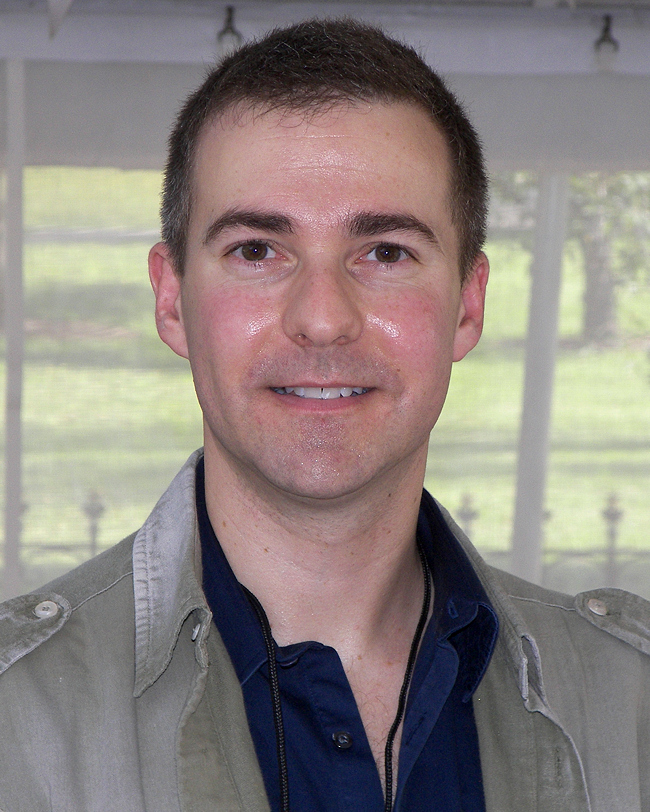
David Ebershoff (2008)

David A. Ebershoff (* 1969 in Pasadena, Kalifornien) ist ein US-amerikanischer Schriftsteller.

## Leben
Ebershoff studierte an der Brown University und der University of Chicago.
1995 begann er seine Karriere in der Literaturbranche durch ein Praktikum bei Random House. Im Jahr darauf erhielt er eine Vollzeitstelle im Marketing des Verlags Modern Library. 1998 wurde er zum Publishing Director von Modern Library befördert.
Bekannt wurde er im Jahr 2000 durch seinen ersten Roman The Danish Girl über Lili Elbe, eine der ersten Transsexuellen, die sich geschlechtsangleichenden Operationen unterzog. Das Buch gewann 2001 den Rosenthal Foundation Award der American Academy of Arts and Letters sowie den Lambda Literary Award in der Kategorie Transgender-Literatur. Die deutsche Ausgabe erschien 2002 unter dem Titel Das dänische Mädchen. Das Werk wurde 2015 von Tom Hooper mit Eddie Redmayne in der Rolle der Lili Elbe verfilmt.
Nach einer Kurzgeschichtensammlung erschien 2002 mit Pasadena Ebershoffs zweiter Roman. Die deutsche Ausgabe Der Duft der Orangen wurde 2005 veröffentlicht.
2008 folgte der Roman The 19th Wife, der bereits zwei Jahre später verfilmt wurde.
Ebershoff ist Vice President und Executive Editor bei Random House. Er unterrichtete außerdem Kreatives Schreiben an der New York University und der Princeton University. Aktuell lehrt er an der Columbia University.
Ebershoff lebt in New York City.

## Werke
- Das dänische Mädchen. (Originaltitel: The Danish Girl) München, Goldmann, 2002, ISBN 3-442-45270-8
- The Rose City and Other Stories. (Kurzgeschichtensammlung) Viking Adult, 2001, ISBN 978-0-670-89483-3
- Der Duft der Orangen. (Originaltitel: Pasadena.) München, Goldmann, 2005, ISBN 978-3-442-46075-5
- The 19th Wife. Random House, 2008, ISBN 978-1-400-06397-0

## Verfilmungen
- Die 19te Frau 2010, Regie: Rod Holcomb, Drehbuch: Richard Friedenberg
- The Danish Girl 2015, Regie: Tom Hooper, Drehbuch: Lucinda Coxon